# Casemiro
Carlos Henrique Casimiro (født 23. februar 1992), kendt som Casemiro, er en brasiliansk fodboldspiller, som spiller for Premier League-klubben Manchester United og Brasiliens landshold.

## Klubkarriere

### São Paulo
Casemiro kom til São Paulos ungdomsakademi som 11-årig i 2002, og var anfører for samtlige ungdomshold i sin tid i akademiet. Casemiro blev som 17-18 årig rykket permanent op på førsteholdet. Han gjorde sin professionelle debut med São Paulo den 25. juli 2010.

### Real Madrid
Casemiro skiftede i januar 2013 til Real Madrid på en lejeaftale, og blev med det samme sendt ned på reserveholdet. Casemiro imponerede her, og blev den 20. april samme år givet sin debut for førsteholdet. Efter sæsonen blev aftalen gjort permanent, og Casemiro skrev en 4-årig kontrakt med klubben.

#### Leje til FC Porto
Casemiro blev udlejet til portugisiske FC Porto i 2014-15 sæsonen.

#### Real Madrid retur og gennembrud
Som del af Casemiros aftale med Porto, havde den portugisiske klub muligheden for at gøre aftalen permanent efter sæsonen, men Real Madrid ønskede ikke at miste ham, og betalte en tilbagekøbsklausul for at beholde ham.
Efter han retur til klubben var han hovedsageligt brugt som rotationsspiller, men efter ankomsten af Zinedine Zidane som træner, fik Casemiro sit store gennembrud på førsteholdet, hvor han blev en fast del af mandskabet. Han spillede over de næste sæsoner som fast mand. I sin tid i klubben var han med til at vinde Champions League 5 gange og det spanske mesterskab 3 gange.

### Manchester United
Casemiro skiftede i august 2022 til Manchester United. Casemiro har siden maj 2024 Vundet både EFL cuppen, samt FA cuppen.

## Landsholdskarriere

### Ungdomslandshold
Casemiro har repræsenteret Brasilien på flere ungdomslandshold.

### Seniorlandshold
Casemiro debuterede for det brasilianske landshold den 15. september 2011, i en alder af kun 19 år. Han var del af Brasiliens trup til VM 2018, samt Copa América i 2015, 2016, 2019 og 2021.